# Hans Wagner (bobsleista)
Hans Wagner (ur. 6 października 1949 w Neubeuern) – niemiecki bobsleista, złoty medalista mistrzostw świata.

## Kariera
Największy sukces w karierze Wagner osiągnął w 1979 roku, kiedy wspólnie z Stefanem Gaisreiterem, Heinzem Busche i Dieterem Gebhardem zdobył złoty medal w czwórkach podczas mistrzostw świata w Königssee. Był to jego jedyny medal wywalczony na międzynarodowej imprezie tej rangi. W 1980 roku wystąpił na igrzyskach olimpijskich w Lake Placid, zajmując siódme miejsce w czwórkach.